# Jan Josef Pergen
PhDr. Jan Křtitel Josef hrabě z Pergenu (německy Johann Baptist Joseph Graf von Pergen, 16. dubna 1720, Vídeň – 12. listopadu 1807, Mantova) byl rakouský římskokatolický duchovní mantovské diecéze, kanovník v Olomouci, císařský auditor Římské roty a mantovský biskup, stoupenec idejí febronianismu a jansenismu.

## Dílo
- Hirtenbrief an die Exkarteuser seines Kirchensprengels, 1783